# Oskar Icha
Oskar Icha (* 11. Oktober 1886 in Wien; † 1. Oktober 1945 ebenda) war ein österreichischer Bildhauer.

## Leben und Werk

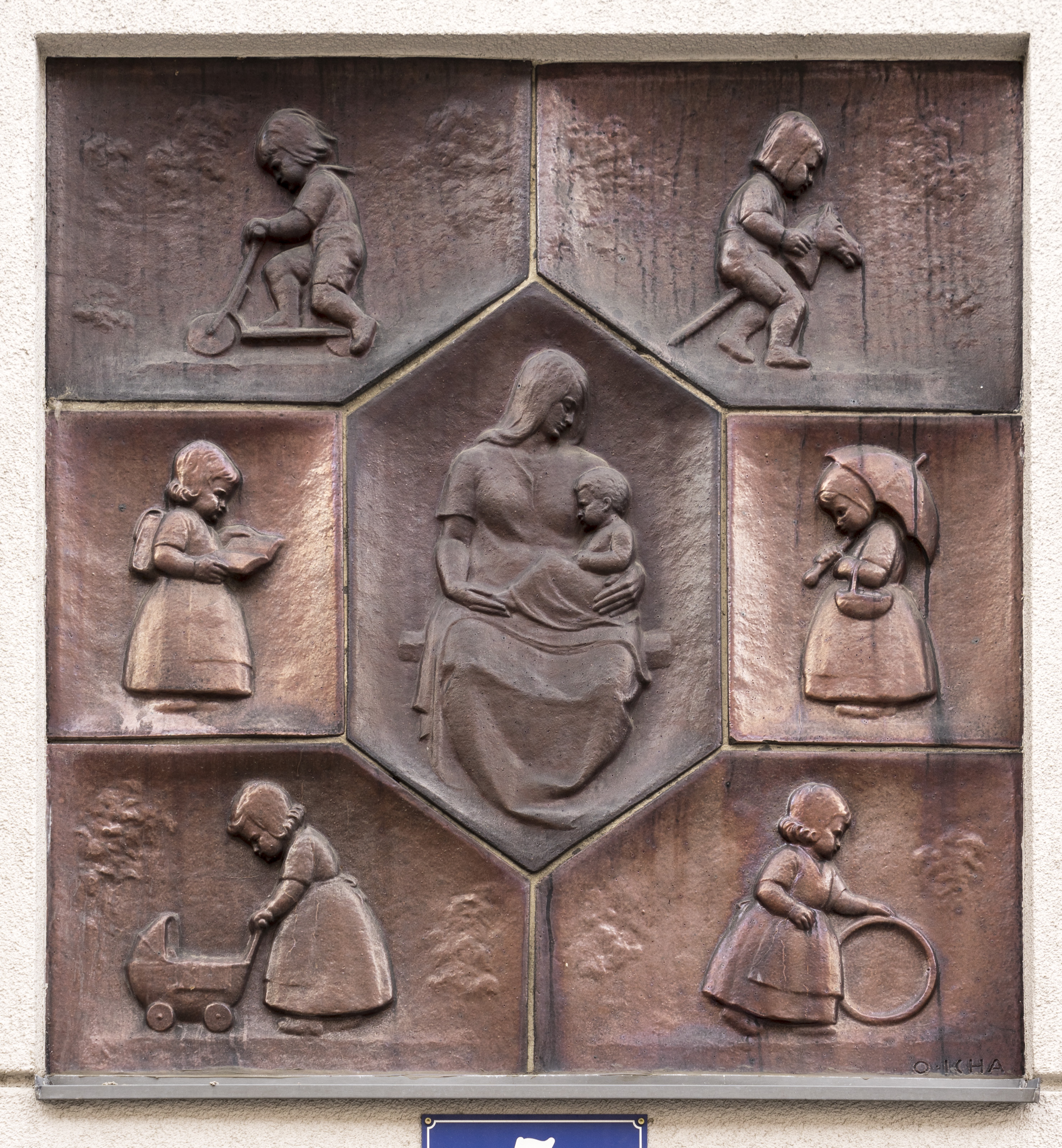
Relief von Oskar Icha am Gemeindebau Pfenninggeldgasse 3–7

Oskar Icha studierte an der Akademie der bildenden Künste Wien Bildhauerei. Dort zählte Anton Hanak zu seinen Lehrern. Die Akademie zeichnete ihn mehrfach aus. So erhielt er 1911 den Gundel-Preis, 1914 den Dumba-Preis, 1919 ein Staats-Reisestipendium und 1921 – für die plastische Gruppe Verunglückt – den Reichel-Preis.
Icha schuf mehrere Kriegerdenkmäler, beispielsweise in Aspern. Er stellte Skulpturen für Friedhöfe her, etwa für die Aufbahrungshalle des Neustifter Friedhofs, die Grabstele der Familie Witzeny mit einem Relief des auferstandenen Christus am Jedleseer Friedhof und ein Relief eines Kreuzes mit Rosenstock am Grab der Familie Stollewerk am Stammersdorfer Zentralfriedhof. Für das Erdődy-Landgut in Jedlesee produzierte er 1927 ein Beethoven-Relief. Die Stadt Wien beauftragte ihn um 1930 mit der Gestaltung mehrerer Reliefs für den Gemeindebau Pfenninggeldgasse 3–7 in Ottakring, die Eltern und spielende Kinder darstellen. Im Jahr 1931 gewann er für seine Brunnenskulptur Brüderchen und Schwesterchen eine Goldene Medaille des Albrecht-Dürer-Bunds.
Gemeinsam mit den Architekten Hans Rudolf Richter und Fritz Sammer nahm Oskar Icha an Wettbewerben teil: 1935 für ein Denkmal der Arbeit auf dem Schmerlingplatz und 1936 für ein Wiener Denkmal für Kaiser Franz Joseph I. Er war ein Mitglied der Kunstgemeinschaft, einer Vereinigung bildender Künstler in Wien, in deren Ausstellungen im Palmenhaus er vertreten war und in der er 1931 zum Revisor gewählt wurde.
Oskar Icha starb 1945 durch Suizid. Er wurde am Jedleseer Friedhof bestattet. Nach ihm wurde 1971 die Ichagasse in Donaufeld benannt.